# Granice (Myślachowice)
Granice – część wsi Myślachowice w Polsce położona w województwie małopolskim, w powiecie chrzanowskim, w gminie Trzebinia.
W latach 1975–1998 Granice leżały w województwie katowickim.